# Denis Horník
Denis Horník (sinh 13 tháng 7 năm 1997) là một cầu thủ bóng đá Slovakia thi đấu cho Zlaté Moravce ở vị trí hậu vệ mượn từ Spartak Trnava.

## Sự nghiệp

### Spartak Trnava
Là cầu thủ trẻ của Spartak Trnava, Horník ký bản hợp đồng chuyên nghiệp 3,5 năm với Spartak Trnava vào tháng 2 năm 2016. 
Anh ra mắt chuyên nghiệp cho Trnava trước Michalovce ngày 27 tháng 2 năm 2016.